# Discípulo (cristianismo)

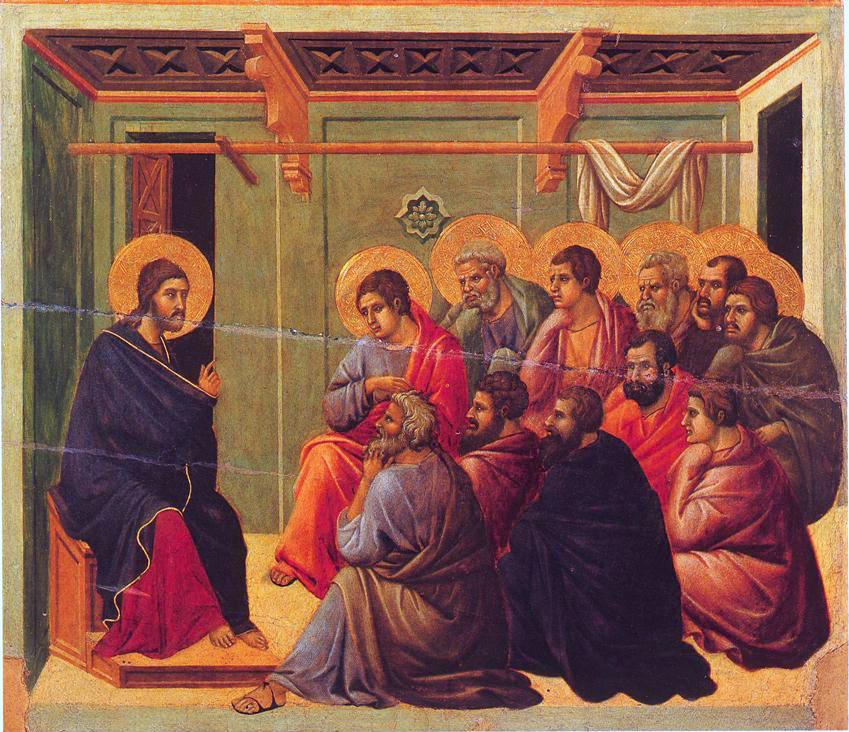
Jesús dando el Discurso de despedida (Juan 14-17) a sus discípulos, después de la Última Cena, de la Maestà (Duccio) de Duccio, 1308-1311.

En el Cristianismo, discípulo se refiere principalmente a un seguidor dedicado de  Jesús. Este término se encuentra en el Nuevo Testamento sólo en los Evangelios y en los  Hechos. En el mundo antiguo, un discípulo es un seguidor o adherente de un maestro. Discipulado no es lo mismo que ser un estudiante en el sentido moderno. Un discípulo en el mundo bíblico antiguo imitaba activamente tanto la vida como la enseñanza del maestro. Era un aprendizaje deliberado que hacía del discípulo plenamente formado una copia viva del maestro.
El Nuevo Testamento registra muchos seguidores de Jesús durante su  ministerio. A algunos discípulos se les encomendó una  misión, como la «Pequeña comisión» indicada en Mateo-10, los comisión de los setenta en el Evangelio de Lucas, la Gran Comisión después de las apariciones de Jesús resucitado, o la Conversión de San Pablo, que los convierte en  apóstoles, encargados de proclamar el evangelio (la Buena Nueva) al mundo. Jesús enfatizó que ser sus discípulos sería un encargo esforzado.

## Antecedentes del término
El término "discípulo" representa la palabra del griego koiné μαθητής (μαθητής), que generalmente significa "el que se dedica a aprender mediante la instrucción de otro, alumno, aprendiz. o en contextos religiosos como el de la Biblia, "uno que está más bien constantemente asociado con alguien que tiene una reputación pedagógica o un conjunto particular de puntos de vista, discípulo, adherente.  La palabra "discípulo" llega al uso de la inglés por medio del latín discipulus que significa aprendiz, pero dado su origen bíblico, no debe confundirse con la palabra inglesa más común "student".
Un discípulo es diferente de un apóstol, que en cambio significa un mensajero, más específicamente "mensajeros con un estatus extraordinario, especialmente de mensajero, enviado de Dios Pero predominantemente en el Nuevo Testamento se usa de un grupo de creyentes altamente honrados con una función especial como enviados de Dios Mientras que un discípulo es aquel que aprende y es aprendiz bajo un maestro o rabino, un apóstol es aquel enviado como misionero para proclamar la buena nueva y establecer nuevas comunidades de creyentes.